# Henry Ford II
Henry Ford II, född 4 september 1917 i Detroit, Michigan, död 29 september 1987 i Detroit, Michigan, var en amerikansk industriman och VD för Ford Motor Company 1945-1960 och styrelseordförande och koncernchef fram till 1979.
Ford var son till Edsel Ford och sonson till Henry Ford. När hans far gick bort 1943 var han i den amerikanska flottan men lämnade och blev en del av Fords ledning. Efter två år blev han 1945 ny chef. Henry Ford var vid tillträdet oerfaren och anställde flera erfarna chefer för att kompensera sin egen orutin, han anställde även tio unga medarbetare, kända som "Whiz Kids" för att skapa ett innovativt och modernt företag. Bland de som anställdes fanns Robert McNamara. Under Fords ledning togs bilmodellen Edsel fram, vilken blev ett stort ekonomiskt fiasko för företaget. Ford hamnade även i konflikt med Lee Iacocca vilket gjorde att Iacocca lämnade företaget(fick sparken) 1978.
Renaissance Center i Detroit går tillbaka till en vision av Henry Ford II och projektet finansierades främst av Ford Motor Company. 